# Sindrome di Reye
La sindrome di Reye è una malattia acuta, dall'esito potenzialmente letale, che colpisce quasi esclusivamente i bambini. È caratterizzata da manifestazioni patologiche che riguardano prevalentemente il cervello e il fegato, con encefalopatia acuta e steatosi epatica, che insorgono rapidamente nel corso di un'infezione virale, spesso dopo l'assunzione di farmaci a base di acido acetilsalicilico, comunemente noto col nome commerciale di aspirina.
A tutt'oggi non si conosce esattamente la causa, né il meccanismo patogenetico della sindrome; è stata ipotizzata un'alterazione del metabolismo dei mitocondri, che sarebbe favorita da infezioni virali e da alcuni farmaci in soggetti geneticamente predisposti. Sebbene sia stata associata con la somministrazione di aspirina ai bambini affetti da infezioni virali, può insorgere anche indipendentemente dall'assunzione del farmaco.
La malattia è caratterizzata dall'insorgenza di steatosi epatica con minimi segni di infiammazione e grave encefalopatia con edema cerebrale. Il fegato tende in questi casi ad aumentare di dimensioni e consistenza; si osservano inoltre alterazioni nella morfologia dei reni. In genere non è presente ittero.
Una diagnosi precoce è fondamentale per la sopravvivenza; la terapia di supporto può favorire la guarigione in molti bambini colpiti, mentre in altri casi la malattia può avere esito fatale o comportare la permanenza di gravi danni al sistema nervoso centrale.
Solo dal 1986 vengono imposte misure informative e preventive sull'uso pediatrico dei farmaci contenenti il principio attivo.

## Presentazione clinica
Fra le principali manifestazioni della sindrome vi sono episodi di vomito ripetuto, che possono condurre a disidratazione; a questo proposito è controverso l'uso degli antiemetici, che secondo alcuni autori potrebbero mascherare i sintomi o addirittura giocare un ruolo nella patogenesi della malattia. In circa la metà dei casi è presente epatomegalia, mentre l'ittero è piuttosto raro; fra i segni legati alla compromissione del sistema nervoso vi è la letargia, talvolta seguita da convulsioni o paralisi. L'assenza di febbre può aiutare nella diagnosi differenziale con altre cause infettive di compromissione del sistema nervoso centrale.

## Eziologia
A tutt'oggi il preciso meccanismo patogenetico che porta alla sindrome di Reye non è conosciuto. Molto probabilmente la manifestazione della malattia a seguito di assunzione di acido acetilsalicilico dipende dalla competizione che le porzioni acetilate di quest'ultimo instaurano con i substrati della 3-idrossiacil-CoA deidrogenasi. Si preferisce perciò utilizzare farmaci alternativi, quali l'ibuprofene.
Questa condizione è definita "sindrome" (complesso di segni e sintomi) piuttosto che "malattia" in quanto la diagnosi può essere posta solo sulla base delle manifestazioni cliniche.

### Ruolo dell'acido acetilsalicilico
Molti studi epidemiologici hanno dimostrato una correlazione tra l'assunzione di farmaci a base di acido acetilsalicilico, come l'Aspirina, nella terapia sintomatica di infezioni virali e la comparsa della sindrome. Tuttavia, in nessun modello animale la somministrazione del farmaco provoca la sindrome. Solo in uno studio è stato osservato che l'acido acetilsalicilico è correlato ad un maggiore rischio di sindrome di Reye, ma l'argomento è controverso.
Le gravi manifestazioni della sindrome di Reye sarebbero il risultato del danno dei mitocondri, almeno nel fegato. L'acido acetilsalicilico può provocare o aggravare il danno mitocondriale in molti modi.
L'aumentato rischio di sindrome di Reye in bambini e adolescenti è uno dei motivi per cui questo principio attivo non è raccomandato durante questa fascia di età. Nessuna ricerca ha chiarito definitivamente la causa della sindrome di Reye; l'associazione con l'aspirina è stata dimostrata solo da studi epidemiologici. Il numero dei casi diagnosticati di sindrome di Reye ha subito una drastica riduzione negli anni ottanta del ventesimo secolo, quando i test genetici per i difetti congeniti del metabolismo sono diventati disponibili nei Paesi sviluppati.
Uno studio retrospettivo su 49 pazienti sopravvissuti alla sindrome di Reye ha evidenziato che la maggior parte di questi era affetta da disordini metabolici di vario tipo..
Il Centers for Disease Control and Prevention (CDC) statunitense, la American Academy of Pediatrics (AAP), la U.S. Surgeon General e la Food and Drug Administration (FDA) raccomandano di evitare la somministrazione di acido acetilsalicilico a persone di età inferiore a 19 anni durante episodi febbrili. Per questo motivo negli Stati Uniti è consigliato il parere esplicito del medico o del farmacista prima dell'acquisto di qualunque sostanza contenente tale principio attivo.
Nel Regno Unito il parere del locale organo competente, la Committee on Safety of Medicines, è che i farmaci contenenti salicilato non vengano somministrati fino all'età di 16 anni, a meno che non siano specificamente indicati per la terapia della malattia di Kawasaki o come antiaggreganti nella prevenzione delle trombosi.

## Epidemiologia
La sindrome di Reye colpisce quasi esclusivamente i bambini. Sono stati riportati pochi casi di adulti colpiti, e in questi casi generalmente non sono stati riscontrati danni permanenti al fegato o al sistema nervoso. A differenza di quanto accade nel Regno Unito, negli Stati Uniti la sorveglianza epidemiologica per sindrome di Reye riguarda i pazienti fino a 18 anni di età.
Nel 1980, dopo che il CDC aveva iniziato ad allertare medici e genitori sull'associazione tra sindrome di Reye e uso di salicilati in bambini affetti da varicella o da sindromi di tipo influenzale, l'incidenza di sindrome di Reye negli USA cominciò a diminuire.
Questa riduzione nell'incidenza della malattia avvenne prima che la FDA apponesse la nuova indicazione di rischio sul foglietto illustrativo dell'Aspirina nel 1986.
Negli Stati Uniti, tra il 1980 e il 1997, il numero di casi segnalati di sindrome di Reye si è ridotto da 555 casi nel 1980 a circa 2 casi per anno fino al 1994. In questo periodo il 93% dei casi per cui erano disponibili i dati demografici riguardava pazienti caucasici e la mediana dell'età era 6 anni.
Nel 93% dei casi si era verificata un'infezione virale nelle tre settimane precedenti l'insorgenza della sindrome. Nel periodo 1991-1994, il tasso annuale di ospedalizzazione per sindrome di Reye negli Stati Uniti era stimato fra 0.2 e 1.1 per milione di popolazione nella fascia di età inferiore ai 18 anni. Negli anni 80 uno studio caso-controllo condotto nel Regno Unito dimostrò l'associazione fra sindrome di Reye ed esposizione all'acido acetilsalicilico.

## Diagnosi
Si può far diagnosi di sindrome di Reye basandosi sull'anamnesi di precedenti influenze e la presenza di sintomi come vomito persistente, innalzamento del GPT sierico con bilirubina normale a patto che si escludano attraverso i dovuti esami patologie infettive quali meningite o encefalite.
Quasi tutti i casi di sindrome di Reye presentano alte concentrazioni sieriche di alcuni enzimi epatici come il GPT.